# Indikátor energetické efektivity
Indikátor energetické efektivity v datových centrech je nejčastěji spojován s hodnotou PUE (Power Usage Effectiveness), kterou vyvinulo neziskové sdružení The Green Grid.
PUE je indikátorem toho, kolik z celkově spotřebované energie je přímo využito IT vybavením a kolik připadne na podpůrné systémy. Jde konkrétně o poměr celkové spotřeby ku spotřebě IT vybavení (hardware). Tato hodnota je pak ukazatelem toho, jak efektivní je datové centrum jako celek a také jaký je prostor ke zvyšování jeho efektivity.
Ideální hodnota PUE by byla 1,0, pokud by byla veškerá spotřebovaná energie využita přímo na provoz samotného IT. Moderní datová centra mají PUE obvykle nižší než 1,2 (např. datová centra Googlu měla v druhém čtvrtletí 2011 hodnotu PUE mezi 1,11 až 1,20; v roce 2022 bylo průměrné PUE všech datových center Google 1,1, nejlepší hodnotou bylo 1,07).
Největší podíl na zvyšování koeficientu PUE v datovém centru směrem k nižší efektivitě má technologie chlazení, která je obvykle energeticky náročná. Inverzní k PUE je pak méně rozšířená metrika DCiE (Data Center Infrastructure Efficiency), za níž stojí také sdružení The Green Grid. DCiE vyjadřuje celkovou spotřebu IT vybavení vydělenou celkovou spotřebou datového centra.